# Marty Sigel
Martin „Marty“ Sigel ist ein US-amerikanischer Pokerspieler, der sich auf die Variante Seven Card Stud spezialisiert hat. Er ist zweifacher Braceletgewinner der World Series of Poker.

## Pokerkarriere

### Werdegang
Seine erste Geldplatzierung bei einem Pokerturnier erzielte Sigel Mitte Mai 1979 bei der World Series of Poker (WSOP) im Binion’s Horseshoe in Las Vegas. Dort belegte er gemeinsam mit Rose Pifer, die sechs Jahre später die Frauen-Weltmeisterschaft gewann, den dritten Platz beim erstmals ausgetragenen Mixed Doubles, einem Tag-Team-Event der Variante Seven Card Stud. Im Februar 1988 gewann der Amerikaner beim Superbowl of Poker das Turnier in Limit Seven Card Stud Hi-Lo und sicherte sich knapp 50.000 US-Dollar. Bei der WSOP 1993 entschied er ein Event in Limit Seven Card Stud für sich und wurde mit einem Bracelet sowie dem Hauptpreis von 113.000 US-Dollar prämiert. Auch bei der WSOP 1996 setzte sich Sigel bei diesem Turnier durch und erhielt seine bislang höchste Auszahlung von 144.000 US-Dollar sowie sein zweites Bracelet. Sein nächster und bis dato auch letzter Turniersieg ereignete sich Mitte September 2001, als er beim Four Queens Poker Classic in Las Vegas erneut ein Event in Seven Card Stud gewann. Seitdem blieben größere Turniererfolge aus. Bei der WSOP 2014, die mittlerweile im Rio All-Suite Hotel and Casino in Paradise am Las Vegas Strip ausgespielt wurde, kam er zu zwei weiteren Geldplatzierungen bei Turnieren in Seven Card Stud. Seine bis dato letzte Geldplatzierung erzielte Sigel Ende Oktober 2014.
Insgesamt hat sich Sigel mit Poker bei Live-Turnieren mehr als 400.000 US-Dollar erspielt.

### Braceletübersicht
Sigel kam bei der WSOP sechsmal ins Geld und gewann zwei Bracelets:
| Jahr | Buy-in (in $) | Turnier               | Teilnehmer | Preisgeld (in $) |
| ---- | ------------- | --------------------- | ---------- | ---------------- |
| 1993 | 2500          | Limit Seven Card Stud | 113        | 113.000          |
| 1996 | 2500          | Limit Seven Card Stud | 144        | 144.000          |